# Roche cohérente

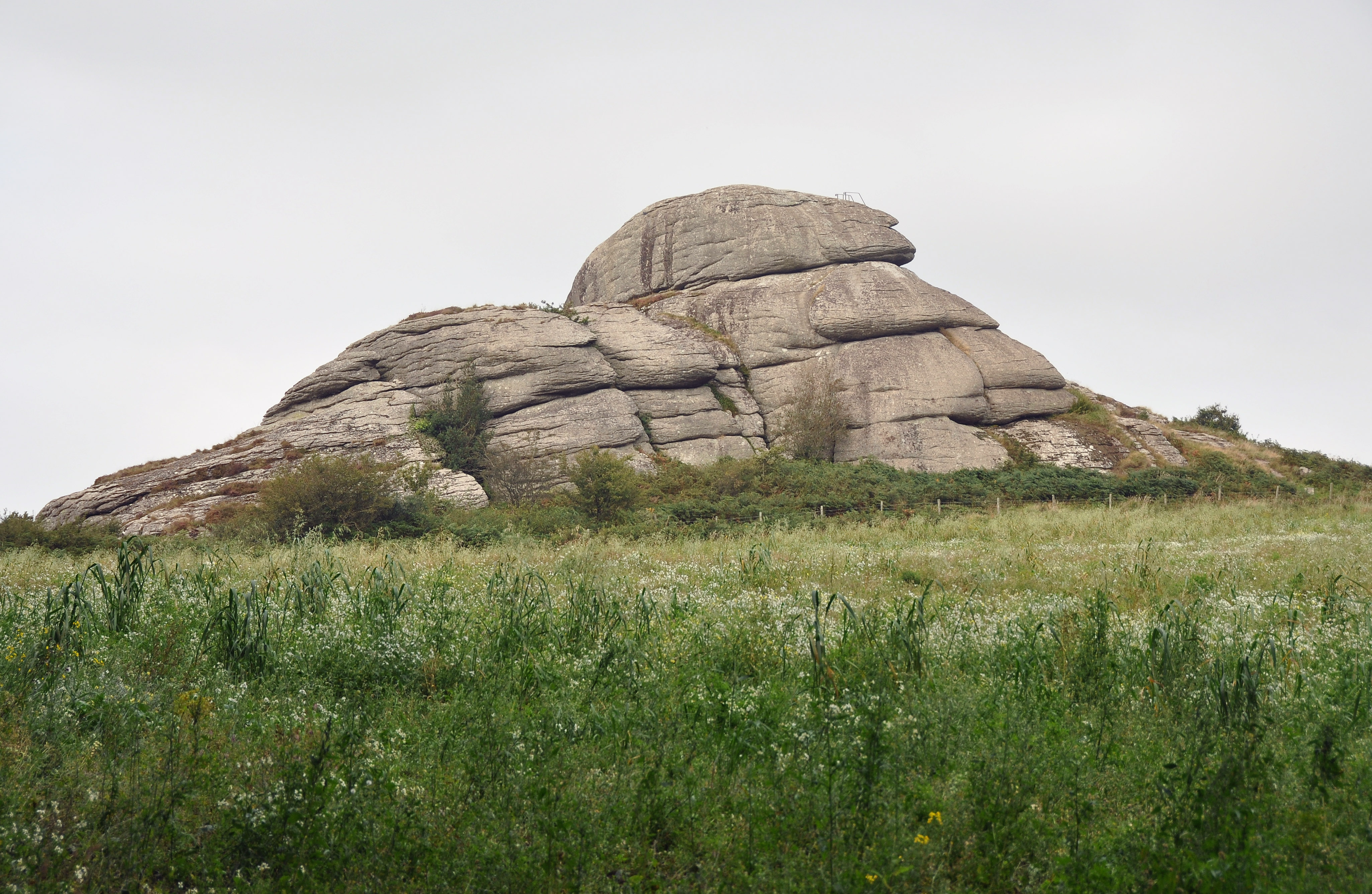
La désagrégation du granite diaclasé produit une arène dont l'évacuation par ruissellement isole de gros blocs de granite sain, roche cohérente formant un tor.

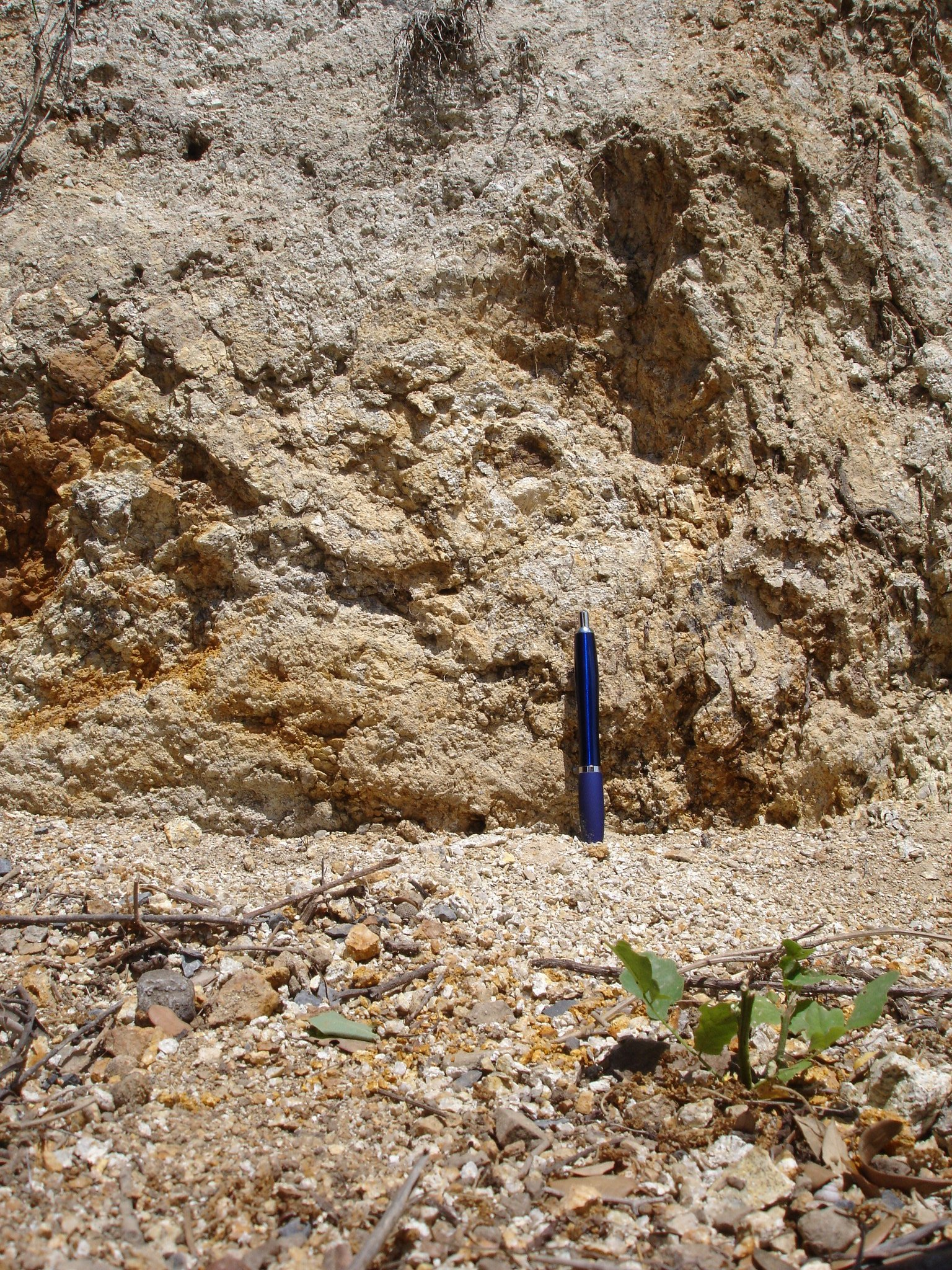
Au second plan : granite « pourri », roche friable formée in situ par l'altération différentielle des minéraux de la roche mère.
Au premier plan : arène, roche meuble (sable grossier plus ou moins enrobé d'argile) résultant d'une altération plus poussée.

Une roche cohérente est une roche dont il est difficile de séparer les éléments qui la constituent, en utilisant la force humaine (test de cohérence par pression des doigts sur ce matériau). Cette propriété de cohésion la distingue de la roche friable qui se désagrège sous la pression en petites particules (typiquement la craie) et de la roche meuble dont les éléments se séparent naturellement (formée de particules indépendantes et mobiles les unes par rapport aux autres, la roche meuble, typiquement le sable, ne constitue pas un ensemble solide).
Une roche consolidée résulte d'une consolidation (passage d'une roche meuble à une roche cohérente) due à un degré de cimentation supérieur.
Les formations géologiques qui sont constituées de roches cohérentes se retrouvent en relief à cause de leur résistance à l'érosion, contrairement aux roches plus friables. Elles sont donc souvent au sommet des montagnes. Exemple : le granite du Mont Blanc.